# آسپ سوناندار سوناریا
آسپ سوناندار سوناریا (انگلیسی: Asep Sunandar Sunarya; ۳ سپتامبر ۱۹۵۵ – ۳۱ مارس ۲۰۱۴) یک عروسک‌گردان و استاد عروسک خیمه شب بازی وایانگ از مردم سوندانی اهل اندونزی بود. او یکی از مشهورترین استادان ژانر عروسک میله‌ای بود.
سوناندار در بالنده، باندونگ در ۱۹۵۵ متولد شد و در ۵۸ سالگی در همان‌جا در ۳۱ مارس ۲۰۱۴ در اثر حمله قلبی درگذشت.
عروسک‌های وایانگ از چوب ساخته شده‌اند و توسط میله‌هایی کنترل می‌شوند که به دست و سر آنها وصل شده‌است. استاد خیمه شب بازی مسئول کل نمایش است - او تصمیم می‌گیرد کدام داستان را اجرا کند که غالباً یک داستان حماسی هندی است و همه حرکات و صدای عروسک‌های چوبی را مدیریت می‌کند. بیش از ۱۰ شخصیت می‌توانند در هر نمایش ظاهر شوند.

## بزرگداشت
در ۳ سپتامبر ۲۰۱۶، گوگل دودل سالگرد تولد ۶۱ سالگی او را گرامی داشت.